# 오노역 (후쿠시마현)
요노역(일본어: 大野駅, おおのえき 오오노에키[*])은 일본 후쿠시마현 후타바군 오쿠마정에 있는 동일본 여객철도(JR동일본)의 철도역이다.
최근 도미오카역 ~ 나미에역 간 조반선 복구가 완료되어 다시 뚫리면서 역이 다시 살아나게 되었다.

## 역 구조
1면 2선 구조의 지상역이다.

### 승강장
| 1 | ■ 조반선(하행) | 하라노마치·센다이 방면 |
| 2 | ■ 조반선(상행) | 이와키·미토 방면       |

## 역세권 정보
이 역 주변은 후쿠시마 제1 원자력 발전소 사고 영향을 받아 경계구역(警戒区域, 출입 금지 구역)이 되었으나 2012년 12월 10일부터는 귀환 곤란 구역(歸還困難区域, 출입 금지 구역)이 지정되어, 계속 들어가는 것이 금지되고 있다.
- 후쿠시마 제1 원자력 발전소(동쪽으로 약 3km)
- 국도 제6호선
- 오쿠마 정청(町廳, 町役場)
- 오노 병원(ja)
- 후타바 병원(ja)

## 역사
- 1904년 11월 22일: 영업 개시.
- 1906년 11월 1일: 국유화.
- 1976년 2월 23일: 오노 ~ 후타바 구간 복선화.
- 1987년 4월 1일: 민영화에 따라 동일본 여객철도의 소속이 되었다.
- 2011년 3월 11일: 동일본 대지진으로 영업 중단.
- 2020년 3월 : 도미오카 역 나미에역 구간 영업 재개

## 인접역
| 동일본 여객철도 조반선 | 동일본 여객철도 조반선 | 동일본 여객철도 조반선 |
| ---------------------- | ---------------------- | ---------------------- |
| 요노모리 이와키 방면   | ■ 보통                 | 후타바 센다이 방면     |